# Nyctopais burgeoni
Nyctopais burgeoni là một loài bọ cánh cứng trong họ Cerambycidae.